# Chiesa di San Nicolò (Padova)
La chiesa di San Nicolò è un edificio religioso di origine alto-medievale che si affaccia sul Selciato San Nicolò a Padova. Parrocchia almeno dal 1178, è ancora retta dal clero secolare della Diocesi di Padova. Ha come sussidiaria la rettoria di Santa Lucia e per un periodo quella di Sant'Agnese in Stra' Maggiore, chiusa al culto nel XX secolo.

## Storia
La Chiesa di San Nicolò è sicuramente da annoverare tra quelle più antiche della città se non tra le prime ad essere dedicate a San Nicola di Mira, probabilmente prima dell'arrivo delle reliquie nella città di Bari (1087). Alcuni scavi archeologici hanno confermato che la costruzione ha origine ben anteriore al 1088, anno in cui il Vescovo di Padova Milone donò la chiesa alle Monache di San Pietro. In un documento del 1178 il Vescovo Gerardo la cita tra le parrocchie della città. La chiesa subì rimaneggiamenti ed adeguamenti, sostanziali quelli del XIV secolo (1305) epoca in cui si inserì nel circuito della Reggia Carrarese. Nella visita pastorale del 1546 la chiesa era dotata di ben 11 altari, alcuni appartenenti ad alcune famiglie dell'aristocrazia padovana che ebbero speciali diritti sulla chiesa, come i Forzatè e i Sala (dal secolo XII, o dall'epoca carrarese). Nel seicento e nel settecento la chiesa subì vari adeguamenti architettonici che alterarono il primitivo aspetto medievale. Nell'Ottocento fu ripristinato il campanile. Sulla scia del Vaticano II (dal 1966 al 1971) la chiesa subì un lungo lavoro di restauro che si propose di riportare la struttura alle fattezze originali eliminando la gran parte del ricco patrimonio artistico di età barocca.
Nella chiesa sono sepolti Giordano e Marco Forzatè ed altri componenti della famiglia padovana.

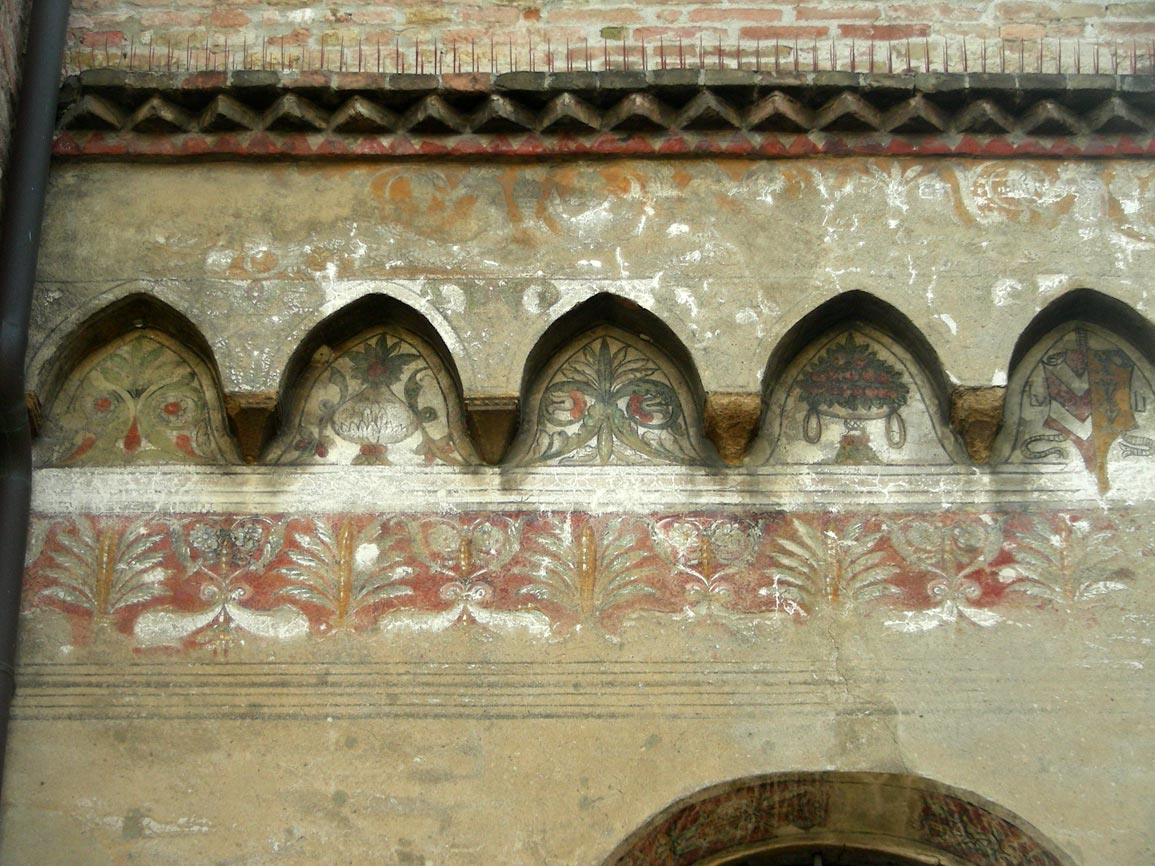
le decorazioni pittoriche a tema araldico, all'esterno della chiesa.

 Il Valery segnalava la sepoltura del Barone d'Hancarville.

## Descrizione

### Esterno
La Chiesa si affaccia su uno spazio utilizzato come arie cimiteriale sino all'età napoleonica. L'edificio, orientato levante-ponente è assai complesso perché circondato da una serie di costruzioni del XIII e XIV secolo. Sulla facciata decorata da archetti gotici si apre un rosone. Sporge la cappella Forzatè (1367) collegata con un'arcata al campanile gotico. Sotto l'arcata, il portale maggiore lombardesco, della seconda metà del Quattrocento, con la raffigurazione di San Nicola mitrato, il Padre Eterno e ai lati, L'Annunciazione. Sul fianco destro un complesso paramento murario gotico, decorato da arcatelle gotiche e da pitture araldiche è sovrastato da abitazioni di età medievale, come il fianco sinistro addossato al trecentesco palazzo Montorsi. Sull'intero edificio si susseguono decorazioni, stemmi e raffigurazioni araldiche. L'edicola votiva quattrocentesca che si addossava al campanile è stata demolita nel ottocento.

### Interno

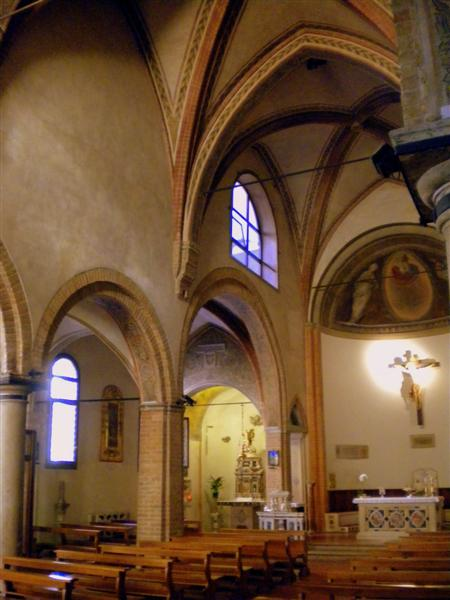
L'interno della chiesa.

L'interno è caratterizzato da una certa asimmetria, accentuata della quarta navata che si apre verso meridione. Arcate di varie dimensioni ed ampiezza rendono l'ambiente suggestivo. Il soffitto voltato risale al XIV secolo. Sulla cappella a destra, una pala raffigurante Sant'Agnese e proveniente dall'omonima chiesa. Nella cappella successiva è ospitato il fonte battesimale cinquecentesco, sul retro l'imponente deposito in marmo rosso veronese di Giordano e Marco Forzatè, sovrastato da un pregevole trittico rinascimentale, con cornice originale (sono raffigurati i Santi Leonardo e Giacomo con al centro la Vergine ed il Bambino) opera di un artista di scuola padovana legato al Bellini e al Parisati.

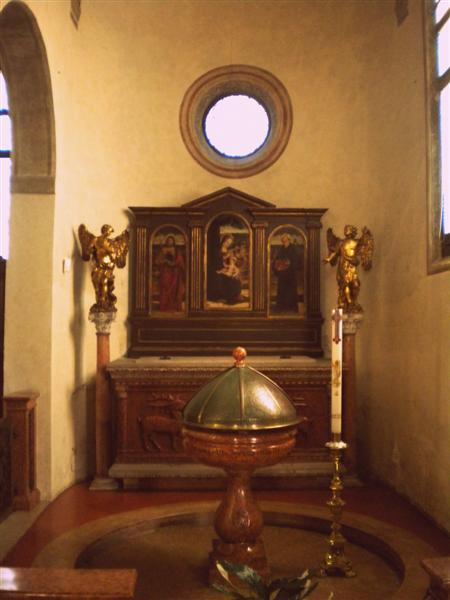
Il deposito Forzatè

 Proseguendo si incontra la bella tela firmata da Giandomenico Tiepolo e datata 1777 raffigurante la Sacra Famiglia con le Sante Francesca Romana ed Eurosia, sino al 1966 pala dell'altar maggiore (l'angelo di sinistra è un'aggiunta del pittore Giovanbattista Mingardi). Il cancello di bronzo che un tempo chiudeva l'accesso al presbiterio è opera di Jacopo Gabano (1747), a cui probabilmente si doveva tutto l'impianto dell'altar maggiore. Segue poi un grande pannello ligneo lavorato ad altorilievo raffigurante San Giovanni nel deserto, San Francesco stigmatizzato, la bilocazione di Sant'Antonio e San Bernardino che guarisce un re. Nella chiesa sono presenti altri tre pannelli del genere e probabilmente decoravano gli scanni del presbiterio. Lungo le pareti i resti dei paliotti dei vecchi altari eliminati durante il restauro degli anni '60. L'abside, ripristinata, reca tracce di affreschi quattrocenteschi. La Madonna col Bambino in terracotta posta sulla destra secondo alcuni è attribuibile al lavoro di Giovanni da Pisa. 
L'altare è stato ricavato dalla mensa del vecchio altare barocco. Sul catino, frammenti di arredo liturgico di età romanica ed affresco quattrocentesco. Sotto, sedili e sede liturgica degli anni '70. Segue l'altare del Santissimo Sacramento ricavato dal vecchio tabernacolo. Si incontra poi una tavola raffigurante San Liberale per alcuni riferibile a Jacopo Parisati. Seguono poi alcuni lacerti di affresco (Crocifissione e Storie del Battista), lavoro di Gerardino da Reggio commissionato da Marco Forzatè nel 1374. Un esempio di arte contemporanea sono le 14 stazioni della Via Crucis, eseguite dall’artista padovano Paolo De Poli in rame smaltato nel 1968.

### Organo a canne
Su una mensola in controfacciata, si trova l'organo a canne Mascioni opus 557, costruito nel 1941 in sostituzione di un precedente organo Pugina del XIX secolo e nel 1997, nell'ambito di un restauro, collocato nell'attuale posizione. Lo strumento, a trasmissione elettrica, ha due tastiere di 58 note ciascuna ed una pedaliera concavo-radiale di 30. La mostra, con cassa lignea limitata al basamento, è ceciliana, con più cuspidi composte da canne di principale; la consolle mobile indipendente è situata nella navata laterale di sinistra.